# Bogo
Bogo è una municipalità di prima classe delle Filippine, situata nella Provincia di Cebu, nella Regione del Visayas Centrale.
Il Republic Act N. 9390 aveva concesso a Bogo lo status di città; il 18 novembre 2008 la Corte Suprema delle Filippine ha però accolto un ricorso della Lega delle Città delle Filippine annullando la trasformazione in città di 16 municipalità, tra cui Bogo.
Bogo è formata da 29 baranggay:
- Anonang Norte
- Anonang Sur
- Banban
- Binabag
- Bungtod (Pob.)
- Carbon (Pob.)
- Cayang
- Cogon (Pob.)
- Dakit
- Don Pedro Rodriguez
- Gairan
- Guadalupe
- La Paz
- La Purisima Concepcion (Pob.)
- Libertad

- Lourdes (Pob.)
- Malingin
- Marangog
- Nailon
- Odlot
- Pandan (Pandan Heights)
- Polambato
- Sambag (Pob.)
- San Vicente (Pob.)
- Santo Niño
- Santo Rosario (Pob.)
- Siocon
- Sudlonon
- Taytayan